# Dominique Rankin
Dominique Rankin (T8aminik en écriture anicinape) né en 1947 est un Algonquin Mamiwinni et l'un des derniers chefs héréditaires algonquins.

## Biographie

### Jeunesse
Dominique Rankin est né durant l’hiver 1947 dans un tipi sur les rives de la rivière Harricana, dans le Territoire de la Baie James, ses parents l’appelèrent Kapiteotak (celui qu’on entend pleurer de loin). Il est baptisé le 1er juin 1947, le prêtre lui donna le nom chrétien de Dominique. Il est le fils du chef Tom Rankin et de Emma Moé (dit Mowatt) de la nation Cri, Dominique Rankin est désigné très jeune pour prendre la succession de son père. 
Il est emmené par les autorités à l’âge de 8 ans et prend le chemin du pensionnat de Saint-Marc-de-Figuery près d’Amos où il résidera jusqu’à l’adolescence. Le pensionnat est le siège d'une violence omniprésente qui l'affecte profondément,. Il est aidé dans sa reconstruction par des Aînés et son guide spirituel William Commanda,.

### Engagement
Dominique Rankin s'engage dans l'aide aux populations autochtones aux prises avec l’alcoolisme, la toxicomanie et la violence, ainsi que des nombreux problèmes intergénérationnels résultant de l’époque des pensionnats. Il travaille à la sensibilisation des Québécois et des Canadiens aux difficultés auxquelles font face les populations autochtones. 
En 2013, il fonde avec sa partenaire Marie-Josée Tardif l’organisme à but non lucratif Kina8at, le Centre culturel Kina8at (situé à La Conception, au Québec) et en 2020 la Fondation Dominique Rankin, toujours dans le but de préserver et de transmettre la richesse des cultures autochtones.

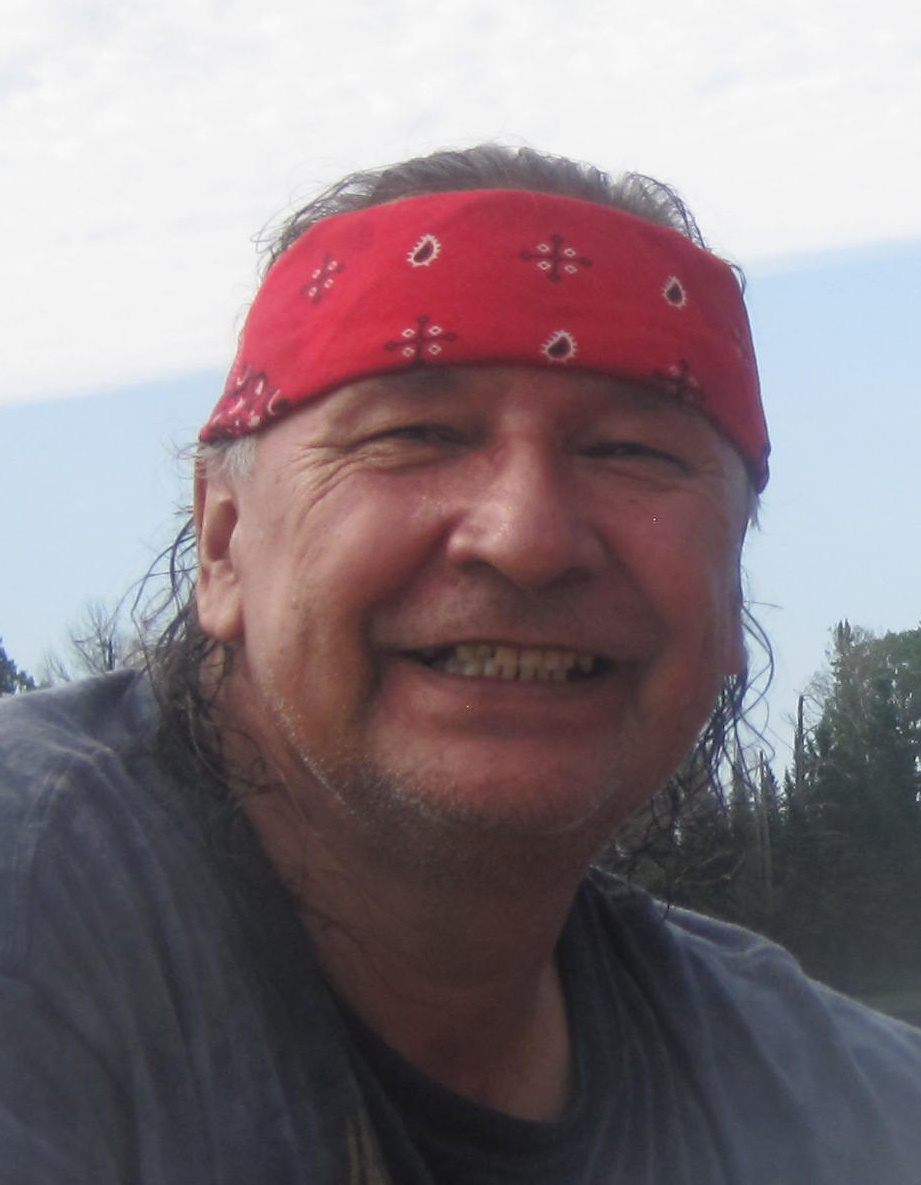
Dominique Rankin en 2015.

### Fonctions actuelles
Dominique Rankin est membre du Comité Ethics in Action, créé par le Vatican, les Nations unies, Religions for Peace et l'Université Notre-Dame-du-Lac (Indiana), afin de développer un consensus moral inter-religieux sur les grands défis du développement durable intégral et coprésident depuis 2019 de Religions for Peace, organisme international accrédité par l’ONU.
Depuis 2003, il est sénateur des Centres d’amitié autochtone du Canada
Depuis 1980 membre du conseil d’administration des Centres d’amitié autochtone du Québec et du Canada et depuis 1980 membre du conseil d’administration des Centres d’amitié autochtone du Québec et du Canada.   Membre de Kumik - Conseil des Aînés au Ministère des Affaires indiennes depuis 2004,.
De 1992 à 2000, il a été directeur général Société Matcite8eia (domaine de la muséologie) dont une des principales réalisations fut en 1998 l’exposition itinérante "Abitibiwinni – 6000 ans d’histoire".
Depuis 2004, il est membre de Kumik - Conseil des Aînés au Ministère des Affaires indiennes[réf. nécessaire].

## Récompenses et distinctions
- Médaille Premiers Peuples du lieutenant-gouverneur du Québec (décembre 2019)[11],[12]
- Ordre du Canada (juillet 2019)[13],[14].
- Chevalier de l’Ordre national du Québec (juin 2016)[15]
- Médaille de l’Assemblée nationale (mai 2014)[16]
- Médaille du Jubilé de diamant de la Reine Élisabeth II (2012)[17]

## Publications
- On nous appelait les sauvages, souvenirs et espoirs d'un chef héréditaire algonquin, Éditions Le Jour, 2011, en collaboration avec Marie-Josée Tardif[18]

## Filmographie
- Conseiller pour la télé-série dramatique Pour toi Flora réalisé par Sonia Bonspille Boileau (diffusion à venir sur Radio-Canada)
- Conseiller pour le film de François Girard Hochelaga terre des âmes, 2018[19],[20]
- Acteur dans le film Three needles de Thom Fitzgerald, 2005[21]
- Acteur dans le film Nouvelle-France de Jean Beaudin, 2004[22]
- Acteur dans la télé-série Le sorcier de Jean-Claude Labrecque, 1995[23]

### Articles de presse
- La prophétie des Sept Feux, Le Soleil 22 janvier 2012.
- Früher beschimpften sie uns als Wilde. Heute nehme ich das als Komplimen, Die Zeit, 8 janvier 2020